# Station Palur
Palur is een spoorwegstation in de Indonesische provincie Midden-Java.

## Bestemmingen
- Prambanan Ekspres: naar Station Kutoarjo
- Malabar Ekspres: naar Station Bandung en Station Malang
- Feeder Kedungbanteng: naar Station Solo Jebres en Station Kedungbanteng